# Tatum McCann
Tatum Danielle McCann (25 de marzo de 1999, Riverside, California) es una actriz estadounidense.

## Carrera
Empezó su carrera a los 4 años haciendo comerciales de televisión y un papel en NYPD Blue entre otros programas de televisión. Se hizo famosa en la película de 2006, Click como la niña Samantha Newman. También ha aparecido en la película de 2009, The Time Traveler's Wife, como Alba de niña. Su hermana mayor Haley McCann también es actriz.

## Filmografía

### Televisión
| Año  | Programa                        | Papel          | Notas                         |
| ---- | ------------------------------- | -------------- | ----------------------------- |
| 2004 | The John Henson Proyect         | Niñita         | 1 episodio                    |
| 2004 | NYDP Blue                       | Emily          | 1 episodio                    |
| 2006 | Ghost Whisperer                 | Emily Morrison | 1 episodio                    |
| 2006 | My Name is Earl                 | Cindy          | 1 episodio                    |
| 2006 | Smith (cancelada)               | Emily          | 4 episodios (Piloto, 2, 3, 4) |
| 2009 | ER                              | Emily          | 1 episodio                    |
| 2010 | Story Time with Gibbon and Luke | Gibbon         |                               |

### Películas
| Año  | Película | Papel                        |
| ---- | -------- | ---------------------------- |
| 2005 | Neo Ned  | Emily                        |
| 2006 | Click    | Samantha Newman a los 5 años |

- Datos: Q455039